# UCI Coupe des Nations U23 2017
L'UCI Coupe des Nations U23 2017 est la onzième édition de l'UCI Coupe des Nations U23. Elle est réservée aux cyclistes de sélection nationales de moins de 23 ans. Elle est organisée par l'Union cycliste internationale et fait partie du calendrier des circuits continentaux. 
Avant l'annulation de la Coupe de la Ville d'Offida, six épreuves étaient au programme, auxquelles il faut ajouter les championnats continentaux.

## Résultats

### Épreuves
| Date        | Épreuve                                              | Pays                   | Vainqueur             | Deuxième         | Troisième            | Leader (nations) |
| ----------- | ---------------------------------------------------- | ---------------------- | --------------------- | ---------------- | -------------------- | ---------------- |
| 27 février  | Championnat d'Asie du contre-la-montre espoirs       | Bahreïn                | Rei Onodera           | Zhang Zheng      | Yuriy Natarov        | Japon            |
| 1er mars    | Championnat d'Asie sur route espoirs                 | Bahreïn                | Hayato Okamoto        | Yevgeniy Gidich  | Mohammad Ganjkhanlou | Japon            |
| 26 mars     | Gand-Wevelgem espoirs                                | Belgique               | Jacob Hennessy        | Ian Garrison     | Rasmus Tiller        | Grande-Bretagne  |
| 8 avril     | Tour des Flandres espoirs                            | Belgique               | Edward Dunbar         | Jasper Philipsen | Jérémy Lecroq        | France           |
| 14-15 avril | ZLM Tour                                             | Pays-Bas               | Christopher Lawless   | Jasper Philipsen | Jérémy Lecroq        | France           |
| 5 mai       | Championnat panaméricain du contre-la-montre espoirs | République dominicaine | José Alexis Rodríguez | Ian Garrison     | Nicolás Tivani       | France           |
| 6 mai       | Championnat panaméricain sur route espoirs           | République dominicaine | Matías Muñoz          | Nicolás Tivani   | Alfredo Santoyo      | France           |
| 1er-4 juin  | Grand Prix Priessnitz spa                            | Tchéquie               | Bjorg Lambrecht       | Niklas Eg        | Michal Schlegel      | Belgique         |
| 3 août      | Championnat d'Europe du contre-la-montre espoirs     | Danemark               | Kasper Asgreen        | Mikkel Bjerg     | Corentin Ermenault   | Belgique         |
| 5 août      | Championnat d'Europe sur route espoirs               | Danemark               | Casper Pedersen       | Benoît Cosnefroy | Marc Hirschi         | Danemark         |
| 19-26 août  | Tour de l'Avenir                                     | France                 | Egan Bernal           | Bjorg Lambrecht  | Niklas Eg            | Danemark         |

### Classement par nations
| #  | Pays            | Pts. |
| -- | --------------- | ---- |
| 1  | Danemark        | 104  |
| 2  | Belgique        | 96   |
| 3  | France          | 81   |
| 4  | Norvège         | 65   |
| 5  | Grande-Bretagne | 60   |
| 6  | Russie          | 50   |
| 7  | Colombie        | 43   |
| 8  | Suisse          | 37   |
| 9  | Tchéquie        | 35   |
| 10 | Italie          | 32   |